# Håkan Wiklund
Håkan Wiklund född 1962 i Strömsund, är en svensk professor i kvalitetsteknik.
Håkan Wiklund är civilingenjör och disputerade 1995 med avhandlingen "Machining Process Monitoring - A Statistical Approach" vid Linköpings universitet. Han utnämndes till docent vid Luleå tekniska universitet 1999 och befordrades till professor  2000. Året därpå anställdes han som professor vid nuvarande Mittuniversitetet.
Under perioden 2006-2011 var han prorektor för Mittuniversitetet och även tf rektor under en period 2008. Under perioden 2012-2017 var han vicerektor med ansvar för kvalitetsarbete, analysfrågor och forskningsstrategi. Från 2019 är han åter prorektor tillika ställföreträdande rektor för Mittuniversitetet.